# رقابة الأمم المتحدة
رقابة الأمم المتحدة (بالإنجليزية: UN Watch)‏ هي منظمة غير حكومية قائمة في جنيف تكمن مهمتها في «رقابة أداء الأمم المتحدة تبعًا لميثاق الأمم المتحدة نفسه». إنها منظمة غير حكومية استشارية موثوقة من قِبل المجلس الاقتصادي والاجتماعي للأمم المتحدة ومنظمة غير حكومية في قسم المعلومات العامة في الأمم المتحدة.
كانت رقابة الأمم المتحدة نشطة في مكافحة انتهاكات حقوق الإنسان في جمهورية الكونغو الديمقراطية ودارفور، وكان لها أصوات ضد انتهاكات بعض الأنظمة مثل الصين وكوبا وروسيا وفنزويلا، واستخدمت بصورة متواترة الوقت المخصص لها في مجلس حقوق الإنسان في الأمم المتحدة للسماح بحديث المنشقين من تلك الأنظمة وناشطي حقوق الإنسان. تنتقد رقابة الأمم المتحدة ما تراه نزعات معادية للسامية ومعادية لإسرائيل في الأمم المتحدة والفعاليات التي تمولها.
مدح الأمين العام السابق للأمم المتحدة كوفي عنان هذه المجموعة، والمدير العام لمكتب الأمم المتحدة في جنيف سيرجي أوردزهونيكيدزي اعترف بالعمل القيم لرقابة الأمم المتحدة في دعم تطبيق القيم والمبادئ التي يوصي بها ميثاق الأمم المتحدة ودعم حقوق الإنسان على وجه العموم. وصفت وكالة فرانس برس رقابة الأمم المتحدة بأنها «مجموعة وثيقة الصلة بإسرائيل» وأنها «مجموعة من أبطال حقوق الإنسان حول العالم».

## التأسيس
أُسست رقابة الأمم المتحدة في عام 1993 تحت رئاسة موريس بي. إبرام. عمل إبرام رئيسًا لصندوق كلية نيغرو المتحدة ورئيسًا لجامعة برانديز. كان إبرام نشطًا في شئون المجتمع بصفته رئيسًا للجنة اليهود الأمريكيين (1963-1968)، ورئيسًا للتحالف القومي للتضمان مع اليهود السوفيت (1984-1988)، ورئيسًا لمؤتمر رؤساء المنظمات اليهودية الأمريكية البارزة (1986-1989).
دعم إبرام الأمم المتحدة كمؤسسة. ألقى إبرام خطابًا في كونغرس الولايات المتحدة في عام 1999 حول موضوع التعامل مع إسرائيل من قبل الأمم المتحدة، وقال فيه: «تدعم رقابة الأمم المتحدة المؤسسة بصفتها غير قابلة للاستبدال. يجب على الولايات المتحدة دفع مستحقاتها السابقة للأمم المتحدة من أجل الشرف القومي والاعتراف بأهمية الأمم المتحدة. لا يُعقل أن تحجب الولايات المتحدة دعمها عن المنظمة الوحيدة الحقيقية في هذا العالم المترابط، بالرغم من الأخطاء المعروفة للأمم المتحدة.» انتُخب دافيد أ. هاريس، المدير التنفيذي للجنة اليهود الأمريكيين، رئيسًا لرقابة الأمم المتحدة بعد وفاة إبرام في عام 2000.
أعلن هاريس في عام 2001 أن رقابة الأمم المتحدة أصبحت منظمة مملوكة وتابعة بالكامل للجنة اليهود الأمريكيين. طبقًا لتقرير صحفي في ذلك الوقت، «تأسست رقابة الأمم المتحدة بمساعدة سخية من إدغار برونفمان، رئيس كونغرس اليهود العالمي. اتفقت لجنة اليهود الأمريكيين مع كونغرس اليهود العالمي منذ 8 شهور على نقل التحكم بالمنظمة إلى لجنة اليهود الأمريكيين بالكامل، بموافقة بالاجماع الدولي للأمم المتحدة، وظهر هذا الاتفاق للنور في 1 يناير عام 2001».

## البنية والمكانة
تشارك رقابة الأمم المتحدة في أنشطة الأمم المتحدة بصفتها منظمة غير حكومية لها مكانة استشارية لمجلس الأمم المتحدة الاقتصادي الاجتماعي ومنظمة غير حكومية ذات صلة بقسم المعلومات العامة في الأمم المتحدة. تتعاون المنظمة مع لجنة اليهود الأمريكيين، وهي منظمة غير حكومية تأسست في 1906، كما أنها منظمة رائدة في الدفاع عن ميثاق الأمم المتحدة لضمان تطبيق حقوق الإنسان على المستوى الدولي، وإنشاء وظيفة المفوض الأعلى لحقوق الإنسان.
شاركت رقابة الأمم المتحدة في الأنشطة التالية للأمم المتحدة: لجنة حقوق الإنسان، ولجنة المناقشة حول الأمم المتحدة والشرق الأوسط، ولجنة المناقشة حول مقترحات إصلاح لجنة حقوق الإنسان، واللجنة الفرعية لتعزيز حقوق الإنسان وحمايتها، لجنة إنهاء التمييز العنصري، ومجموعة عمل حول الأقليات. أبرزت ندوة رقابة الأمم المتحدة في جنيف جولة قصر الأمم، زيارة لمتحف الصليب الأحمر والهلال الأحمر، حضور اجتماع لجنة مناهضة التعذيب، مع خطابات موجزة من نائب رئيس اللجنة.
أدرج المفوض الأعلى للاجئين في الأمم المتحدة المنظمة باعتبارها مكونة من طاقم عمل مكون من ست موظفين في أكتوبر عام 2008. احتوت رقابة الأمم المتحدة على 110 عضوًا في 2007، موزعين جغرافيًّا كالتالي: 56% من أوروبا، و38% من أمريكا الشمالية، و4% من أوقيانوسيا. يتابع ما يقرب من 5000 مشترك حول العالم التقرير الإخباري الذي تصدره رقابة الأمم المتحدة حول قضايا الأمم المتحدة.
ظهرت تعليقات المجموعة في كل من بي بي سي والجزيرة ورويترز وواشنطن بوست ووكالة فرانس برس وصوت أمريكا وجيروزاليم بوست وفوكس نيوز ووكالة التليغراف اليهودية وغيرهم.

## الوظائف والأنشطة

### الكونغو
أُنهي عمل المبعوث الخاص للأمم المتحدة للكونغو في عام 2008، بفعل مجلس حقوق الإنسان التابع للأمم المتحدة. جاء إنهاء عمله بمساعدة مصر والجزائر وتونس وروسيا وغيرها من الدول، بعد طلب إدارة الكونغو برئاسة جوزيف كابيلا. طبقًا للتقرير الذي أعده مكتب الأمين العام للأمم المتحدة بان كي مون، ارتكبت الحكومة والمجموعات المتمردة كلاهما عمليات قتل جماعي واغتصاب وتعذيب. طالبت رقابة الأمم المتحدة المفوض الأعلى لحقوق الإنسان في الأمم المتحدة بتقديم اعتذار عن إلغاء المنصب، وصرّحوا بأن المفوض الأعلى لحقوق الإنسان يتحمل المسؤولية كاملة عن البشاعات التي يتكبدها شعب الكونغو. صرّح المدير التنفيذي لرقابة الأمم المتحدة هيليل نوير: «يجب على الدول التي طالبت بإلغاء الرقابة في مارس الاعتذار عن ضحايا الكونغو... لن نعرف بدقة عدد الأرواح التي كان من الممكن إنقاذها إذا استمر المجلس الذي تسببت حكومة الكونغو في إرجاء عمله، وحدثت نتيجة ذلك فجوة حماية ظهرت في صورة إنذار كان الضحايا في حاجة إليه».
أدان المفوض الأعلى لحقوق الإنسان في الأمم المتحدة الانتهاكات الممارسة على المدنيين في الكونغو، بعد البشاعات التي تعرضوا لها في مقاطعة كيفو الشمالية، في 1 ديسمبر عام 2009. قالت منظمة رقابة الأمم المتحدة أنها تتطلع إلى رؤية خبير أممي بحقوق الإنسان في المنطقة مرة أخرى، وقالت أن الانتهاكات «تجعل الكونغو الشرقية جحيمًا» ويجب التحقيق في الأمر جديًا. قالت منظمة رقابة الأمم المتحدة أن هناك 50 مجموعة وقعت على التماس للأمين العام للأمم المتحدة بان كي مون ومسؤول حقوق الإنسان نافي بيلاي، مطالبين باستعادة منصب مراقب الحقوق الأممي هناك مرة أخرى.

## دارفور
ترأست منظمة رقابة الأمم المتحدة قمة نشطاء المنظمات غير الحكومية في دارفور في عام 2007.
انضمت رقابة الأمم المتحدة لمنظمات حقوق الإنسان الأخرى حول العالم في 27 إبريل عام 2008 لإطلاق حملة «العدالة لدارفور». شملت المنظمات القابعة خلف هذه الحملة كلًا من منظمة العفو الدولية ومنظمة حقوق الإنسان أولا وهيومن رايتس ووتش. دعت الحملة مجلس الأمن التابع للأمم المتحدة، والمنظمات الإقليمية والحكومات القومية للضغط على السودان للتعاون مع المحكمة الجنائية الدولية؛ للقبض على مجرمي الحرب علي كوشيب وأحمد هارون. رفضت الحكومة السودانية تسيلم أيًا من المتهمين للمحكمة، ودعمت هارون -في الواقع- في منصب وزير الدولة للشؤون الإنسانية.

## إيران
أثنت منظمة رقابة الأمم المتحدة على الولايات المتحدة وفرنسا وغيرهما من الديمقراطيات على «نقدهم القوي» لسجل إيران في حقوق الإنسان في جلسة سماع الأمم المتحدة في مجلس حقوق الإنسان التابع للأمم المتحدة بجنيف في فبراير عام 2010. تزامن ذلك مع تحذير المدير التنفيذي لمنظمة رقابة الأمم المتحدة هيليل نوير من أن تكون نتيجة جلسة السماع تقريرًا «بلا أنياب».

## هايتي
مرر أعضاء مجلس حقوق الإنسان التابع للأمم المتحدة بكامل عددهم 47 عضوًا قرارًا يعبر عن تخوفهم حول انتهاكات حقوق الإنسان عقب زلزال هايتي 2010، وطالبوا الحكومة ومجموعات المعاونة بحماية الأطفال من العنف والاستغلال. انتقدت منظمة رقابة الأمم المتحدة مجلس حقوق الإنسان التابع للأمم المتحدة وجلسة اليومين الخاصة عن هايتي باعتبارها «إهدار مضر لوقت المنظمة الثمين ومواردها ورأسمالها الأخلاقي»، وأضافوا أن المجلس «ليس لديه الميزانية ولا السلطة ولا الخبرة حول المساعدات البشرية» و«يتجاهل مشاكل حقوق الإنسان الملحة».

## سويسرا
صرحت منظمة رقابة الأمم المتحدة بأنها تشعر بالحرج من تصويت سويسرا حول تجريم المآذن في عام 2009، وأن المنظمة ستعمل للتراجع عن هذا القرار. قال مدير المنظمة هيليل نوير أن تجريم الحكومة للأبنية الإسلامية تمييز جائر.

## انتخابات المفوض الأعلى لحقوق الإنسان في الأمم المتحدة
عارضت منظمة رقابة الأمم المتحدة، بالتوازي مع فريدم هاوس، ترشيحات الدول ذات السجل المخزي في ملف حقوق الإنسان لمجلس حقوق الإنسان التابع للأمم المتحدة. يتطلب قرار الأمم المتحدة لعام 2006 لتأسيس المجلس، من الدول المرشحة، أن «تأخذ في الاعتبار مساهمة المرشحين في تعزيز وحماية حقوق الإنسان.»

## 2007
أصدرت رقابة الأمم المتحدة بالتعاون مع فريدم هاوس تقريرًا مشتركًا في مايو عام 2007 حول انتخابات مجلس حقوق الإنسان التابع للأمم المتحدة، قائلين أن المرشحين التاليين: أنغولا وبيلاروس ومصر وقطر غير ملائمين للجلوس على مقاعد مجلس حقوق الإنسان؛ لأنهم ينتهكون حقوق الإنسان بالفعل. يفيد هذا التقرير بأن هذه الدول «ذات أنظمة سلطوية ولها سجل سلبي في التصويت في الأمم المتحدة (حول القضايا الحقوقية)، وغير مؤهلة لعضوية المجلس». يصف التقرير دولًا مثل سلوفينيا والدنمارك وإيطاليا وهولندا بأنها «مؤهلة جيدًا» للمجلس، ووصف دولًا أخرى مرشحة مثل بوليفيا والهند وإندونيسيا ومدغشقر ونيكاراغوا والفلبين وجنوب إفريقيا بأنها «موضع تساؤل».